# Leucoagaricus georginae
Leucoagaricus georginae är en svampart som först beskrevs av W.G. Sm., och fick sitt nu gällande namn av Candusso 1990. Leucoagaricus georginae ingår i släktet Leucoagaricus och familjen Agaricaceae.   Inga underarter finns listade i Catalogue of Life.